# Here for You (Maraaya)
Here for You è un singolo del duo musicale sloveno Maraaya pubblicato il 28 febbraio 2015.
Con questo brano i Maraaya hanno rappresentato la Slovenia all'Eurovision Song Contest 2015 classificandosi al 14º posto al termine della serata finale.